# ترائو موتومنوسوکه
ترائو موتومنوسوکه (به ژاپنی: 寺尾 求馬助 Terao Motomenosuke); ۱ ژانویهٔ ۱۶۲۱ – ۹ ژوئیهٔ ۱۶۸۸) سامورایی، در دوره ادو (قرن هفدهم) ژاپن یک شمشیرزن مشهور بود. موتومنوسوکه به دلیل اولین جانشینی مکتب موساشی (نیتن ایچی-ریو) که توسط میاموتو موساشی افسانه‌ای بنیان‌گذاری شده بود، بسیار مشهور شد.